# Kourbo
Ne doit pas être confondu avec Kourbo-Mogo.
Kourbo est une commune rurale située dans le département de Boussou de la province du Zondoma dans la région Nord au Burkina Faso.

## Géographie
Kourbo se trouve à environ 12 km au nord-est de Boussou, le chef-lieu du département, à 3 km à l'est de Bangassé et à 30 km au sud-ouest de Gourcy et de la route nationale 2.

## Santé et éducation
Le centre de soins le plus proche de Kourbo est le centre de santé et de promotion sociale (CSPS) de Bangassé tandis que le centre médical se trouve à Gourcy.
Le village possède une école primaire publique de six classes.